# Lijst van rijksmonumenten in de Oudebrugsteeg
Een overzicht van de 16 rijksmonumenten in de Oudebrugsteeg in Amsterdam.
| Object                                                                                            | Oorspronkelijke functie? | Bouwjaar                        | Architect | Locatie          | Coördinaten?                  | Nr.? | Afbeelding                        |
| ------------------------------------------------------------------------------------------------- | ------------------------ | ------------------------------- | --------- | ---------------- | ----------------------------- | ---- | --------------------------------- |
| Pand met halsgevel met gevelsteen                                                                 | Gebouw                   | 18e eeuw                        |           | Oudebrugsteeg 5  | 52° 22' 31" NB, 4° 53' 51" OL | 3970 | Pand met halsgevel met gevelsteen |
| Voormalig accijnshuis                                                                             | Gebouw                   | 1638                            |           | Oudebrugsteeg 7  | 52° 22' 31" NB, 4° 53' 51" OL | 3971 | Meer afbeeldingen                 |
| Pand met gevel onder 19e-eeuwse punttop                                                           | Gebouw                   | 18e/19e eeuw                    |           | Oudebrugsteeg 2  | 52° 22' 31" NB, 4° 53' 52" OL | 3973 | Meer afbeeldingen                 |
| Pand met 18e-eeuwse gevel onder klokvormige top met rollagen                                      | Gebouw                   | 18e/19e eeuw                    |           | Oudebrugsteeg 4  | 52° 22' 31" NB, 4° 53' 52" OL | 3974 | Meer afbeeldingen                 |
| Pand met gevel onder rechte lijst                                                                 | Werk-woonhuis            | eerste helft 19e eeuw           |           | Oudebrugsteeg 6  | 52° 22' 31" NB, 4° 53' 52" OL | 3975 | Pand met gevel onder rechte lijst |
| Pand met gevel onder klokvormige top met rollagen                                                 | Gebouw                   | 18e/19e eeuw                    |           | Oudebrugsteeg 8  | 52° 22' 31" NB, 4° 53' 51" OL | 3976 | Meer afbeeldingen                 |
| Pand met halsgevel                                                                                | Gebouw                   | tweede kwart 18e eeuw           |           | Oudebrugsteeg 10 | 52° 22' 31" NB, 4° 53' 51" OL | 3977 | Meer afbeeldingen                 |
| Hoekpand in recente tijd met verdieping verhoogd. Omlopend schilddak en klossenlijst met consoles | Gebouw                   | eind 18e eeuw                   |           | Oudebrugsteeg 16 | 52° 22' 31" NB, 4° 53' 51" OL | 3978 | Meer afbeeldingen                 |
| Pakhuis met voorgevel in het Damrak                                                               | Gebouw                   | 17e eeuw                        |           | Oudebrugsteeg 18 | 52° 22' 31" NB, 4° 53' 52" OL | 3979 | Upload foto                       |
| Pand met gevel onder noodlijst                                                                    | Gebouw                   | mogelijk 18e eeuw               |           | Oudebrugsteeg 25 | 52° 22' 33" NB, 4° 53' 45" OL | 3972 | Meer afbeeldingen                 |
| Pand met klokgevel                                                                                | Gebouw                   | derde kwart 18e eeuw            |           | Oudebrugsteeg 24 | 52° 22' 33" NB, 4° 53' 46" OL | 3980 | Meer afbeeldingen                 |
| Pand met trapgevel ver overgebouwd op gewijzigde houten pui                                       | Gebouw                   | eerste helft 17e eeuw           |           | Oudebrugsteeg 22 | 52° 22' 33" NB, 4° 53' 46" OL | 3981 | Meer afbeeldingen                 |
| Pand met halsgevel                                                                                | Gebouw                   | eerste of tweede kwart 18e eeuw |           | Oudebrugsteeg 26 | 52° 22' 33" NB, 4° 53' 46" OL | 3982 | Meer afbeeldingen                 |
| Pand met klokgevel                                                                                | Gebouw                   | derde kwart 18e eeuw            |           | Oudebrugsteeg 28 | 52° 22' 34" NB, 4° 53' 45" OL | 3983 | Meer afbeeldingen                 |
| Pand met gevel onder rechte lijst met rozetten en dakkapel                                        | Gebouw                   | ca. 1800                        |           | Oudebrugsteeg 30 | 52° 22' 34" NB, 4° 53' 45" OL | 3984 | Meer afbeeldingen                 |
| Pand met gevel onder rechte lijst met rozetten en dakkapel                                        | Gebouw                   | ca. 1800                        |           | Oudebrugsteeg 32 | 52° 22' 34" NB, 4° 53' 45" OL | 3985 | Meer afbeeldingen                 |